# 卢风
卢风（1956年11月—），安徽六安人，中国民主同盟盟员，清华大学教授。

## 生平
1982年毕业于安徽师范大学数学专业，1988年于山西大学获硕士学位，1992年于武汉大学获博士学位，同年进入湖南师范大学任教，1996年晋升教授。2000年调入清华大学，曾任清华大学哲学系主任。

## 社会兼职
湖南省政协常委，北京市政协委员，民盟中央教育委员会委员，中国自然辩证法研究会常务理事、环境哲学专业委员会理事长，教育部高等学校哲学类专业教学指导委员会委员。

## 著作
- 《人类的家园——现代文化矛盾的哲学反思》（1996年，湖南大学出版社）
- 《享乐与生存——现代人的生活方式与环境保护》（2000年，广东教育出版社）
- 《应用伦理学导论》（主编）（2002年，当代中国出版社）
- 《启蒙之后——近现代西方人价值追求的得与失》（2003年，湖南大学出版社）
- 《应用伦理学与当代生活》（2004年，中央编译出版社）
- 《应用伦理学——现代生活方式的哲学反思》（2004年，中央编译出版社）
- 《理智设计论》（译著）（2005年，中央编译出版社）
- 《应用伦理学概论》（主编）（2008年，中国人民大学出版社）
- 《从现代文明到生态文明》（2009年，中央编译出版社）